# 김제시체
김제시체는 김제시에서 공개한 트루타입 글꼴이다. 2002년 김제시 이미지 통일화 사업의 일환으로 개발되었다. L크기와 M크기로 나뉜다.